# Washington Is Next!
«Washington Is Next!» es un sencillo de la banda de Thrash metal Megadeth del álbum United Abominations lanzado en 2007. Estuvo disponible como descarga gratuita a través de su página web, a partir del 26 de abril de 2007.
Trata de una probable caída del poder de Estados Unidos como primera potencia mundial y de cómo el Nuevo Orden Mundial está esclavizando y abusando de la población. Cuenta con solos rápidos, terminando con un sonido agudo que da entrada a "Never Walk Alone... A Call To Arms"

## Interpretación
Si analizamos la primera estrofa,
"The quiet war has begun with silent weapons
And the new slavery is to keep the people
Poor and stupid, "Novus Ordo Seclorum"
"La guerra silenciosa ha comenzado, con armas silenciosas
Y la nueva esclavitud es mantener a las personas
Pobres y estúpidas. Novus Ordo Seclorum."
vemos que ésta hace referencia al proyecto de gobierno mundial Novus Ordo Seclorum o Nuevo Orden Mundial, y cómo el control mental o "guerra tranquila" domina a las masas.
"The word predicts the future and tells the truth about the past
Of how the world leaders will hail the new Pharoah
The eighth false king to the throne; Washington is next!"
"La palabra predice el futuro y cuenta la verdad sobre mi pasado
De cómo los líderes mundiales saludarán al nuevo faraón
El octavo rey falso al trono; Washington es la siguiente."
Clara referencia a Apo. 17:10 “Y hay siete reyes. Los cinco son caídos; el uno es, el otro aún no es venido; y cuando viniere, es necesario que dure breve tiempo.” y a Apo. 17:11 “Y la bestia que era, y no es, es también el octavo, y es de los siete, y va a perdición.”, relaciona el Nuevo Orden Mundial con el Apocalipsis o visión religiosa del fin del mundo que según estas revelaciones predice este evento con la llegada del octavo rey falso al trono, referente al "Faraón" que reine en el mundo, por lo que hace alusión directamente al Anticristo descrito en la biblia.